# Alexander Hugo Bakker Korff

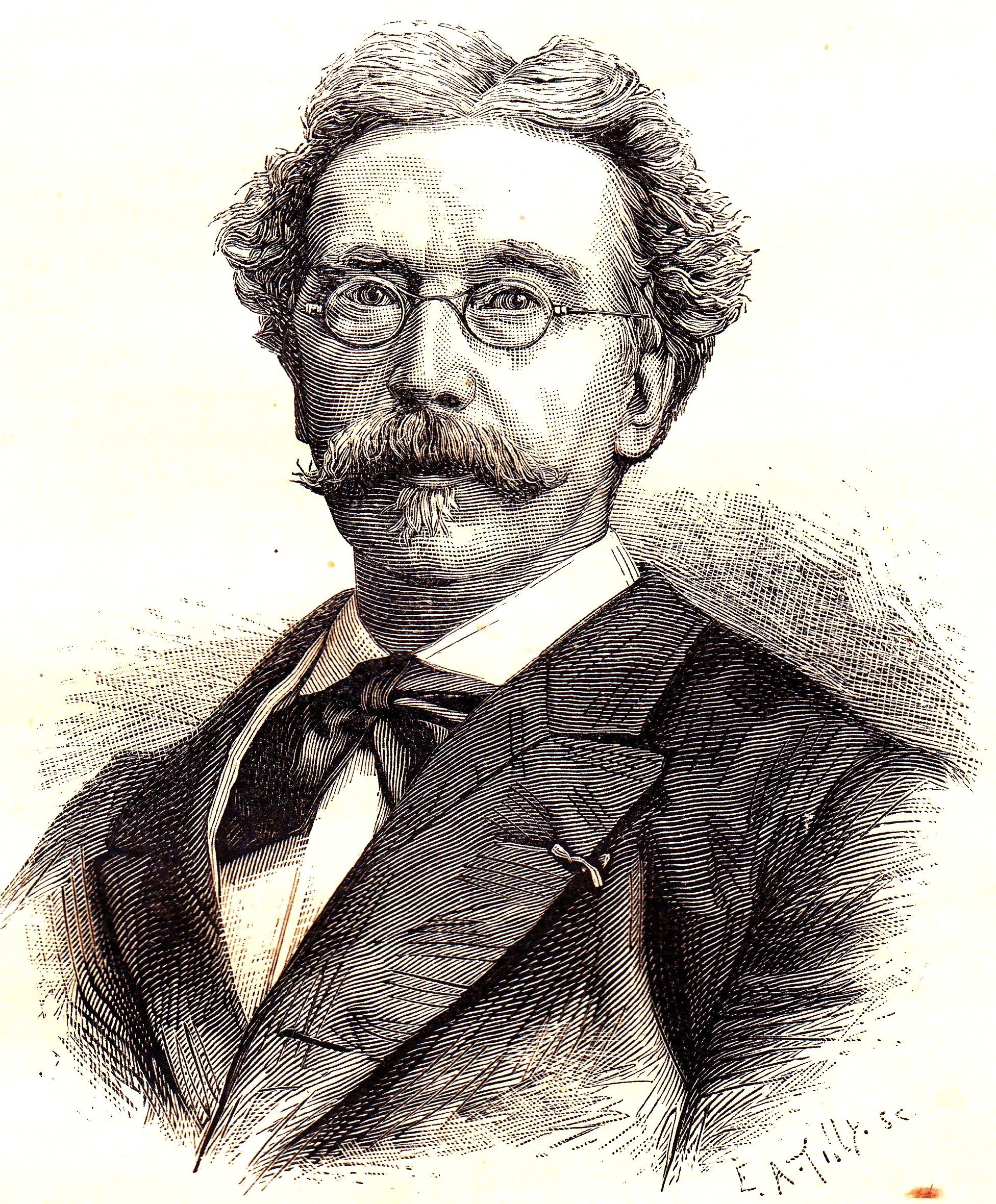
Alexander Hugo Bakker Korff

Alexander Hugo Bakker Korff (Den Haag, 31 augustus 1824 – Leiden, 28 januari 1882) was een Nederlands kunstschilder. Hij schilderde vooral genrewerken en interieurs.

## Leven en werk
Alexander Hugo Bakker Korff (roepnaam Hugo) werd in 1824 geboren in Den Haag, als oudste zoon uit het tweede huwelijk van de advocaat, later ambtenaar mr. Johannes Bakker Korff met Neeltje Stark. Zijn vader was de eerste generatie Bakker Korff: hij was een zoon van de notaris Ferdinand Samuel Korff (geboren in het Duitse Lingen) en Aletta Bakker (of Backer). Johannes Bakker Korff was eerder gehuwd geweest met Catharina Johanna Cornelia Dames. Uit dat huwelijk waren geboren Ferdinand Jan, Aletta Maria, Ida Frederika en Johannes. Uit zijn tweede huwelijk met Neeltje Stark werden naast Alexander Hugo nog zes kinderen geboren: Iman Arnold, Paul Konstantijn, Ada Margaretha, Anna Wilhelmina, Adriana Henriette en Johannes. Alleen Ada en Johannes trouwden en kregen kinderen.   
Bakker Korff trad als jongeling in de leer bij Cornelis Kruseman en Huib van Hove, om in 1841 naar de Koninklijke Academie van Beeldende Kunsten in Den Haag te gaan, waar hij een goede vriend werd van Paul Tétar van Elven. Hij voltooide zijn opleiding aan de Koninklijke Academie voor Schone Kunsten van Antwerpen onder Gustaaf Wappers en Nicaise De Keyser. In die periode schilderde hij vooral Bijbelse en mythologische taferelen in de stijl van de Belgische romantiek.
In 1856 keerde Bakker Korff terug naar Nederland, vestigde zich te Leiden en legde zich toe op het enigmatische genre dat hem bekend zou maken: burgerlijke genretaferelen en interieurwerken op klein formaat, vaak met oudere vrijsters waarvoor meestal zijn moeder en twee ongetrouwde oudere zussen model stonden. Ze waren doorgaans gekleed in gedateerde achttiende-eeuwse kleiding, vol bibelots, ouderwetse kledingstukken waarvan Bakker Korff een aanzienlijke verzameling bezat. Zijn werken werden indertijd wel "Bakker Korffjes" genoemd. Qua sfeer doen ze denken aan Hildebrands Camera Obscura. Vaak hebben ze een humorvolle, soms ironische ondertoon, die geaccentueerd wordt door zorgvuldig gekozen titels.
Bakker Korff was lid van de Haagse Pulchri Studio. Na een succesvolle tentoonstelling in Brussel kreeg hij in 1870 de Belgische Leopoldsorde uitgereikt. Tot zijn leerlingen behoorden Dirk Leonardus Kooreman, Jan Hendrik van Rossum du Chattel, Elias Stark, Jan Jacob Zuidema Broos en Mathilde Tonnet. Hij overleed in 1882, op 57-jarige leeftijd.
Het werk van Bakker Korff bevindt zich in de collecties van onder andere het Rijksmuseum te Amsterdam, het Rijksmuseum Twenthe te Enschede, het Teylers Museum te Haarlem, Escher in het Paleis te Den Haag, het Dordrechts Museum, Museum De Lakenhal te Leiden, Museum Paulina Bisdom van Vliet te Haastrecht, het Museum Paul Tetar van Elven te Delft en het Frans Hals Museum te Haarlem.
In Leiden is een straat naar hem genoemd. Zowel Museum De Lakenhal als Museum Paul Tétar van Elven hebben een tentoonstellingsruimte naar hem vernoemd.

## "Bakker Korffjes"

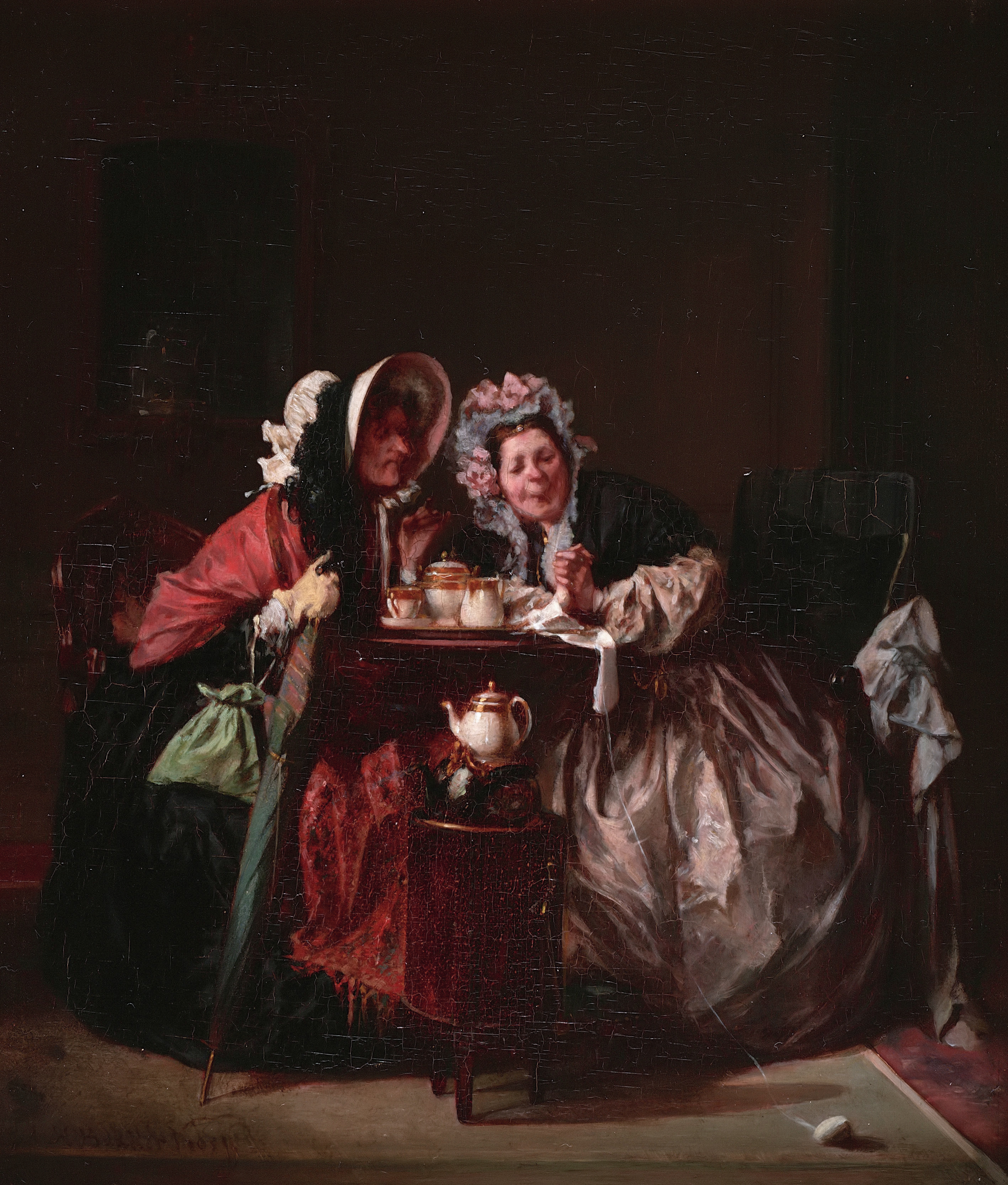
Kwade tongen
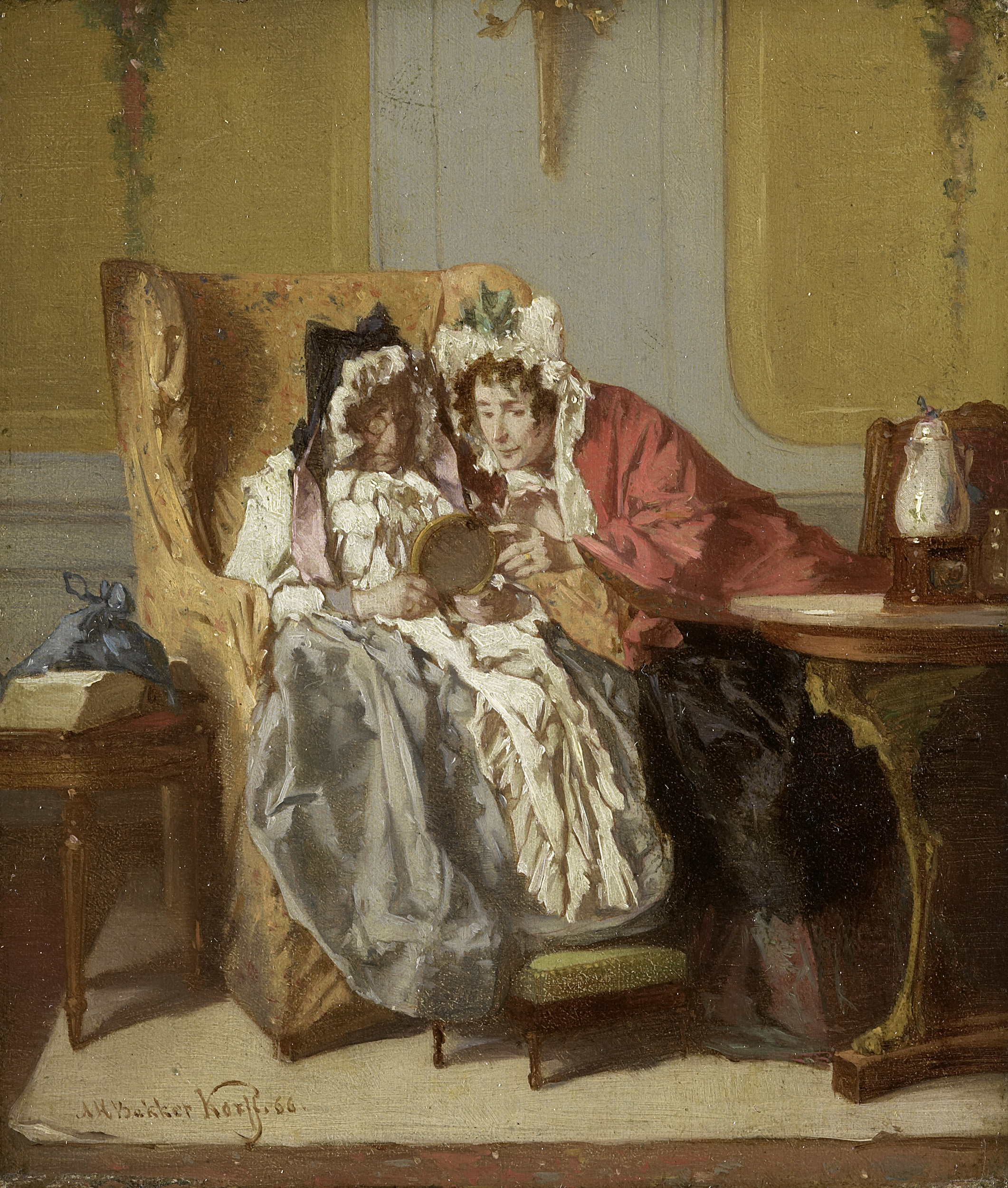
Twee dames bij het beschouwen van een schilderijtje
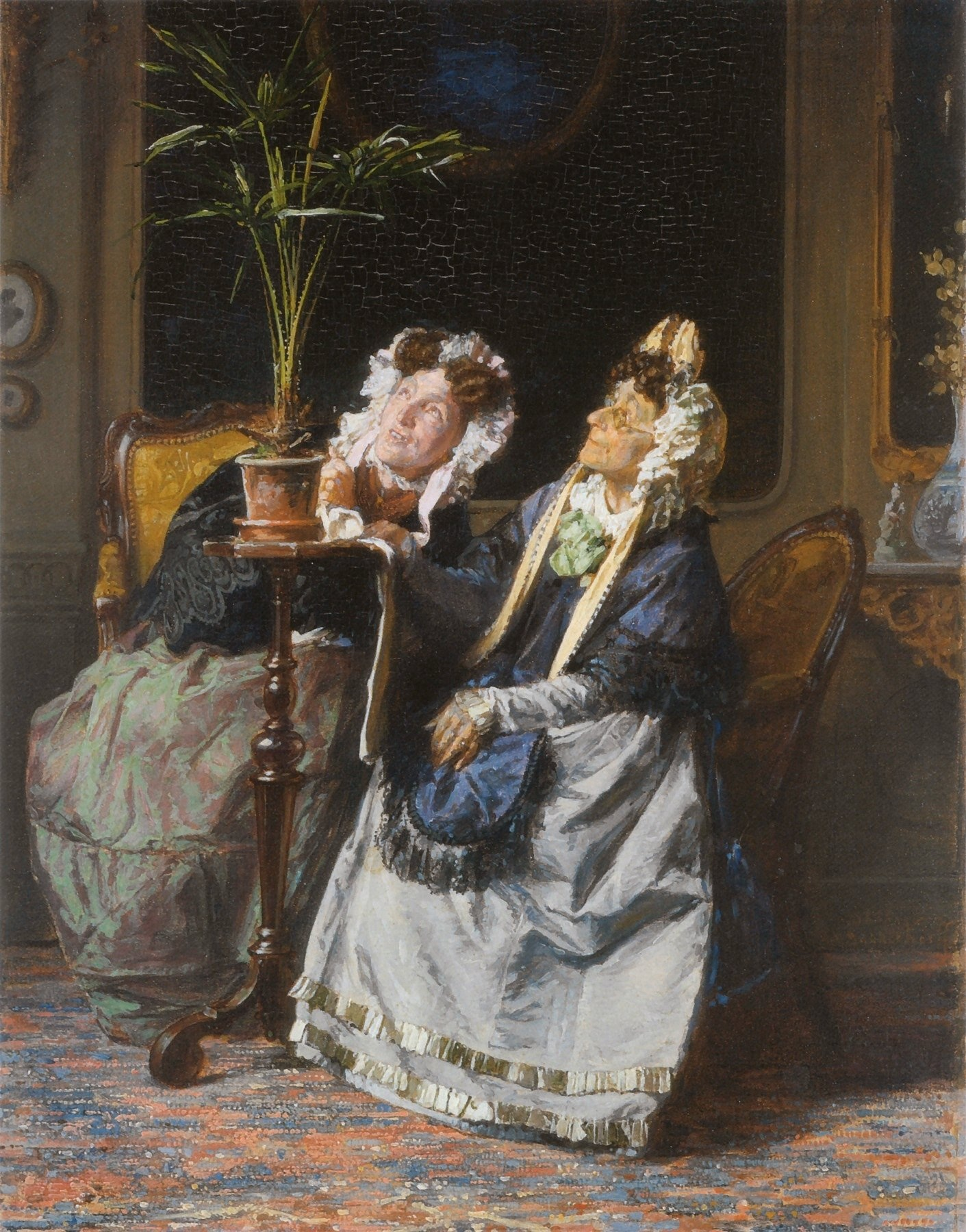
Onder de palmen